# Pedro Yves
Pedro Yves Simão (Agudos, 4 de dezembro de 1938, São José dos Campos, 28 de novembro de 2013) foi um jogador de basquete e político brasileiro filiado ao PTB, PPB e posteriormente ao PV.

## Biografia
Formado em odontologia, foi também jogador de basquete e trabalhou como professor de educação física.
Como jogador de basquete chegou a ser convocado para a seleção brasileira que venceu o Mundial no Chile em 1958.

## Vida política
Foi presidente do São José EC entre os anos de 1987 e 1990, Vice-prefeito de São José dos Campos e Prefeito entre os anos de 1990 e 1992. Tentou se reeleger em 1996, mas foi derrotado por Emanuel Fernandes.[carece de fontes?] Foi eleito deputado estadual em 1998 pelo PPB.

## Vida pessoal
Era casado com Vania do Valle Simão, sua esposa por toda a vida. Teve três filhos: Yves Guilherme, que se tornou médico; Ana Flavia Simão, funcionária pública, e Rodrigo Simão, que se tornou advogado. Para uma matéria que está presente na rede, a filha Ana Flávia cedeu fotos do jogador enquanto era atleta e durante a vida em família.
Morreu em 28 de Novembro de 2013, em São José dos Campos, aos 74 anos de idade, por motivo de complicações cardíacas.  